# Three Blind Mice (filastrocca)
Three Blind Mice ("Tre topi ciechi") è una filastrocca e canone perpetuo in lingua inglese.

## Testo
See how they run. See how they run.

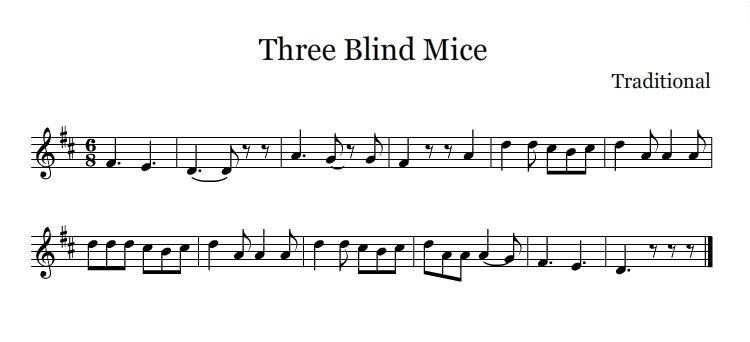
Spartito di Three Blind Mice

They all ran after the farmer's wife,

Who cut off their tails with a carving knife,

Did you ever see such a sight in your life,

As three blind mice?»
Guarda come corrono. Guarda come corrono.

Loro rincorrono la moglie del contadino,

Che ha tagliato le loro code con un coltello,

Hai mai visto niente in vita tua,

Come i tre topi ciechi?»

## Storia
La prima versione di Three blind mice venne pubblicata su Deuteromelia or The Seconde part of Musicks melodie del 1609. La canzone venne probabilmente composta da Thomas Ravenscroft, anche autore del libro, che riprese la melodia da L'ami Baudichon di Josquin Desprez. Tuttavia, la filastrocca di Ravencroft presenta un testo differente da quello odierno:
Three Blinde Mice,

Dame Iulian,

Dame Iulian,

the Miller and his merry olde Wife,

shee scrapte her tripe licke thou the knife.»
Secondo alcuni, la filastrocca avrebbe riferimenti storici reali, e alluderebbe a Maria I d'Inghilterra intenta ad accecare tre vescovi protestanti. Tuttavia, i topolini del testo, ovvero tre martiri di Oxford di nome Ridley, Latimer e Cranmer, furono in realtà bruciati sul rogo e non accecati; si presume pertanto che la "cecità" dei topi possa riferirsi al loro protestantesimo.
Il primo libro per ragazzi contenente Three Blind Mice è una raccolta di filastrocche di James Orchard Halliwell pubblicata nel 1842.
Il Roud Folk Song Index inserì Three Blind Mice al numero 3753.